# Кубин, Отакар
Отакар Кубин (чеш. Otakar Kubín, фр. Othon Coubine; 22 октября 1883, Босковице, Моравия — 7 октября 1969, Марсель) — чешский живописец, скульптор и график.

## Биография

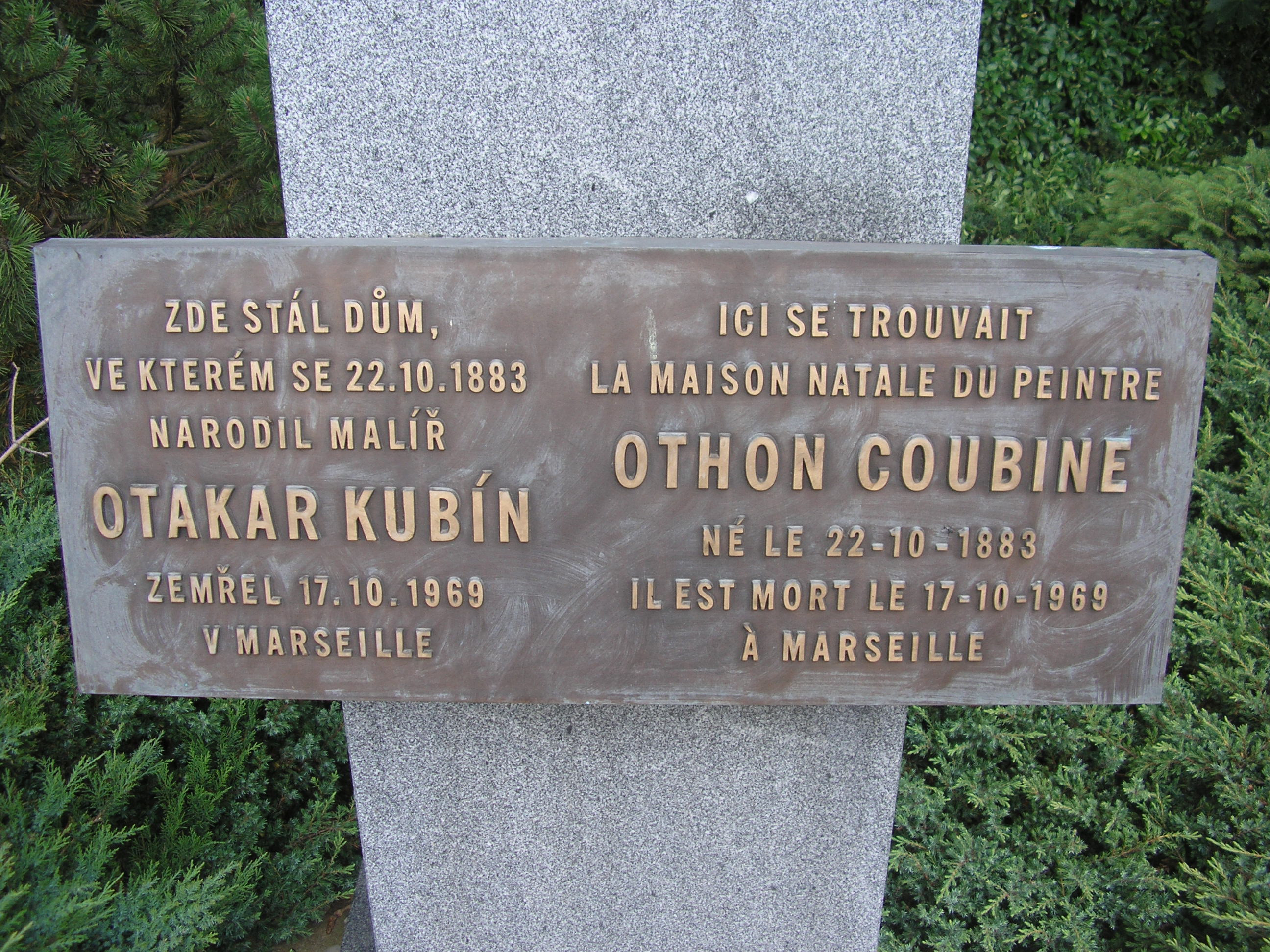
Памятник О. Кубина в Босковице

Художественное образование получил в пражской Академии изобразительного искусства (в 1900—1904 годах, у профессора Швайгера), где был дружен с будущими живописцами Вацлавом Брожиком, Войтехом Гинайсом. О. Кубин был членом чешской группы художников «Восемь» (участвовал в выставке группы в 1907 году), а также обществ Umělecká beseda и Союза художников Манеса, выполнял чертёжные работы для выдающегося чешского спелеолога и палеонтолога Карла Абсолона, некоторое время преподавал графику в Высшей школе прикладного искусства. 
В 1912 году Кубин уехал во Францию, где взял себе имя Coubine (чтобы его прекратили путать с другим знаменитым чешским художником, Альфредом Кубином). В 1913 году представил две свои работы на выставках «Бубнового валета» в Москве и Санкт-Петербурге ещё под старым именем «Otakar Kubín». В 1925 году художник получил французское гражданство.
Полотна О. Кубина выполнены преимущественно в импрессионистском и кубистском стилях. Существенное влияние на его творчество оказали работы Поля Гогена и Винсента ван Гога. Начиная с 1919 года художник выставлял свои работы в Салоне Независимых. В 1952 году он ненадолго возвратился в Чехословакию, жил в родном Босковице (где перед этим был в начале 1930-х годов).
О. Кубин был другом Пабло Пикассо. В 1972 году в Чехословакии была выпущена почтовая марка, посвящённая этому чешскому художнику.

## Избранные работы

### Живопись
- Švec (školní práce),
- Plot zahrady (1902),
- Podobizna (1903),
- Moravská krajina (1905),
- Předvečer (1907),
- Dobývání písku, Vykopávání brambor, Žně v Boskovicích (1908),
- Zátiší, Hřbitovní kaple v Boskovicích, Portrét Bohumila Kubišty (1910),
- Imaginární podobizna Edgara Alana Poea (1911),
- Přadlena (1920),
- Fenaison (1921),
- Krajkářka, Venkované z Auvergne (1923),
- Sedící akt (1925),
- Kaplička v Simiane (1926),
- Ležící akt (1930),
- Krajina v Auvergne (1927-30),
- Kytice (1929),
- Okolí Cannes (1932),
- Akt (1933),
- Jaro v Simiane, Dům na venkově, Krajina se skálou, Žně (1934),
- Rybník na Suchém (1952),
- Ovesné pole (1955),
- Červená zahrada (1957).

### Графика
- Job, Krajkářka, Rodina umělcova (1919),
- Neplačte, Fenaison, Švadlena, Hlava starce (1920),
- Kurtisána (1921),
- Dívka, Krajina, Švadlena, Akt na pohovce, Panorama Simianu, Dívka s náhrdelníkem (1922),
- Dívka s páskou ve vlasech (1923),
- Okolí Aptu (1924),
- Úsměv (1925),
- Kytice (1931),
- Most, Studie stromu (1933).

### Скульптура
- Maska (bronz, 1922),
- Žena z Marseille (bronz, 1928),
- Ležící dívka (reliéf v kameni, 1928),
- Mulatka (bronz, 1931),
- Dívka se zrcadlem (pálená hlína, 1932)